# Swansea (Tasmania)
Swansea es una ciudad situada en el corazón de la costa este del estado de Tasmania, con vistas al Parque Nacional de Freycinet. Fue el primer municipio de Australia en establecerse después de Hobart y Sídney. En el censo de 2016, Swansea tenía una población de 866 habitantes.

## Historia
El primer europeo que exploró la zona de Swansea fue el capitán John Henry Cox, que navegaba de Inglaterra a Sydney. Llevó su barco, el Mercury, hasta la costa oriental de Tasmania. El 3 de julio de 1789, tras oír hablar de vastas colonias de focas en la zona, navegó a lo largo de la costa occidental de Maria Island y se adentró en una franja de agua que denominó Oyster Bay.
Swansea no se asentó hasta 1821, cuando George Meredith, su familia y sus trabajadores llegaron desde Pembrokeshire, Gales. Meredith obtuvo una subvención del vicegobernador William Sorell para cultivar en la zona de Oyster Bay. La tierra se urbanizó y se hizo apta para los cultivos de temporada y el ganado de pastoreo, y se estableció una curtiduría y un molino de harina junto al río Meredith. También se instalaron estaciones de caza de ballenas en las islas cercanas para permitir la exportación de aceite de ballena. Swansea se llamaba originalmente Great Swanport y Meredith construyó la casa familiar, Cambria, que ahora está en manos privadas. Hay otros edificios importantes en la ciudad, como el Morris's General Store, que ha sido propiedad de la familia Morris y lo ha gestionado durante más de 100 años. La fábrica de cortezas de Swansea, que procesaba cortezas de zarzo negro, se utilizaba en la época colonial en la industria del curtido y ahora es una combinación de museo, taberna y panadería. La Casa Schouten es una bonita casa colonial de principios de la época victoriana construida en 1844 y que ahora es un hotel.
La oficina de correos de Waterloo Point se inauguró el 6 de septiembre de 1832 y pasó a llamarse Swansea hacia 1863.

## Clima
| Parámetros climáticos promedio de Swansea | Parámetros climáticos promedio de Swansea | Parámetros climáticos promedio de Swansea | Parámetros climáticos promedio de Swansea | Parámetros climáticos promedio de Swansea | Parámetros climáticos promedio de Swansea | Parámetros climáticos promedio de Swansea | Parámetros climáticos promedio de Swansea | Parámetros climáticos promedio de Swansea | Parámetros climáticos promedio de Swansea | Parámetros climáticos promedio de Swansea | Parámetros climáticos promedio de Swansea | Parámetros climáticos promedio de Swansea | Parámetros climáticos promedio de Swansea |
| Mes                                       | Ene.                                      | Feb.                                      | Mar.                                      | Abr.                                      | May.                                      | Jun.                                      | Jul.                                      | Ago.                                      | Sep.                                      | Oct.                                      | Nov.                                      | Dic.                                      | Anual                                     |
| ----------------------------------------- | ----------------------------------------- | ----------------------------------------- | ----------------------------------------- | ----------------------------------------- | ----------------------------------------- | ----------------------------------------- | ----------------------------------------- | ----------------------------------------- | ----------------------------------------- | ----------------------------------------- | ----------------------------------------- | ----------------------------------------- | ----------------------------------------- |
| Temp. máx. abs. (°C)                      | 40.4                                      | 39.2                                      | 36.8                                      | 30.1                                      | 27.0                                      | 21.1                                      | 24.0                                      | 24.3                                      | 29.6                                      | 33.9                                      | 36.0                                      | 41.1                                      | 41.1                                      |
| Temp. máx. media (°C)                     | 22.2                                      | 22.1                                      | 20.9                                      | 18.6                                      | 15.9                                      | 13.8                                      | 13.3                                      | 14.2                                      | 16.0                                      | 17.7                                      | 19.1                                      | 20.6                                      | 17.9                                      |
| Temp. mín. media (°C)                     | 11.7                                      | 11.8                                      | 10.3                                      | 8.2                                       | 6.2                                       | 4.4                                       | 3.6                                       | 4.4                                       | 5.8                                       | 7.2                                       | 9.0                                       | 10.5                                      | 7.8                                       |
| Temp. mín. abs. (°C)                      | 2.4                                       | 1.3                                       | 0.0                                       | -1.3                                      | -3.1                                      | -4.0                                      | -5.0                                      | -4.2                                      | -4.0                                      | -1.9                                      | -1.4                                      | 1.0                                       | -5.0                                      |
| Precipitación total (mm)                  | 49.4                                      | 42.7                                      | 50.4                                      | 51.1                                      | 46.1                                      | 57.5                                      | 47.8                                      | 44.0                                      | 41.1                                      | 53.2                                      | 51.6                                      | 59.9                                      | 594.8                                     |
| Días de lluvias (≥ 1 mm)                  | 8.4                                       | 7.3                                       | 9.0                                       | 9.5                                       | 9.6                                       | 10.6                                      | 10.9                                      | 10.8                                      | 11.0                                      | 11.6                                      | 10.3                                      | 10.0                                      | 119.0                                     |
| Fuente:                                   |                                           |                                           |                                           |                                           |                                           |                                           |                                           |                                           |                                           |                                           |                                           |                                           |                                           |